# Wir Frauen (Film)
Wir Frauen (Originaltitel: Siamo donne) ist ein teils im semidokumentarischen, teils im neorealistischen Stil gehaltener, fünfteiliger italienischer Episodenfilm der Regisseure Gianni Franciolini, Roberto Rossellini, Luchino Visconti, Luigi Zampa und Alfredo Guarini, der auch produzierte. Die titelgebenden vier Hauptdarstellerinnen Alida Valli, Ingrid Bergman, Isa Miranda und Anna Magnani spielen sich ebenso selbst wie die vielen Nachwuchsdarstellerinnen in der Einführungsepisode. An Luchino Viscontis Bellissima anknüpfend, versucht der Film die Träume junger Schauspielhoffnungen, im Filmgeschäft zu landen (Eingangsepisode), der bisweilen nüchtern-banalen Alltagsrealität bereits etablierter Stars entgegenzustellen.

## Handlung

### Erste Episode. Wettbewerb: Vier Schauspielerinnen, eine Hoffnung
Italien, zu Beginn der 1950er Jahre. Für viele junge Italiener und Italienerinnen bedeutet die Welt des Films ein Funken Hoffnung, dem Alltagselend der tristen frühen Nachkriegsgegenwart zu entkommen, denn immer wieder veranstalten Filmproduktionsfirmen sogenannte Talentwettbewerbe. Diesmal hat die Titanus-Film in die römischen Cinecittà-Studios geladen. Auch die junge Anna Amendola hat, entgegen eindrücklicher Warnung ihrer Mutter, ihr Zuhause verlassen, um ihren Traum, Filmschauspielerin zu werden, umzusetzen. Im Rahmen des Castings werden vier Nachwuchskünstlerinnen für das Filmprojekt Siamo donne vorgestellt. Im Rahmen des Auswahlverfahrens prüft man die interessierten Mädchen, darunter auch Madeleine, Emma und Luciana, bezüglich ihrer Kameratauglichkeit auf Herz und Nieren. Anna durchläuft alle Prüfstadien mit Erfolg. Schließlich folgen mehrere Screen Tests, bei denen mehreren Mädchen Fragen zu ihren Träumen und Zielsetzungen gestellt werden. Die Testergebnisse werden erst am darauffolgenden Tag bekannt gegeben. Dann ist es soweit: Gemeinsam mit Emma kommt Anna in die Endrunde. Die Vorgeschichte endet damit, dass die beiden Finalistinnen Interviews geben.

### Zweite Episode. Alida Valli

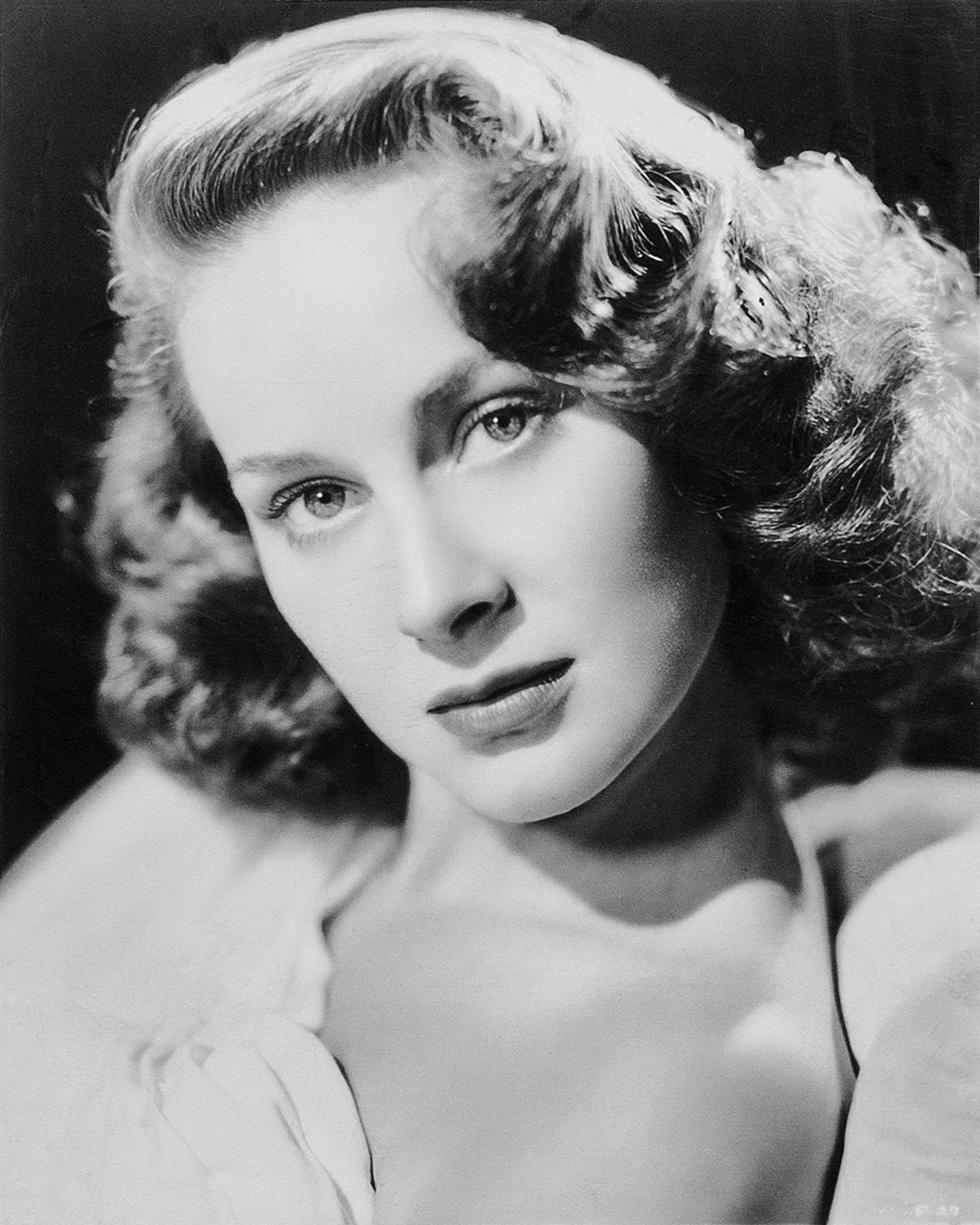
Star der 2. Episode: Alida Valli

Alida Valli wird von ihrer Angestellten Anna zu deren Verlobungsfeier eingeladen, die am späten Abend stattfinden soll. Sie ist sich nicht ganz sicher, ob sie wirklich dorthin will. Zuvor beginnt Valli den Abend mit einem Besuch eines Tanzvergnügens, bei dem sie mit einem Produzenten schwoft und dem bekannten Reporter Lello Bersani ein Rundfunkinterview gibt. Die Tanzveranstaltung beginnt sie aber rasch zu langweilen, woraufhin Alida selbige verlässt und zur besagten Verlobungsfeier geht. Dort behandeln sie die Gäste wie einen angebeteten Star, wodurch sie sich einerseits befremdet fühlt, andererseits diese Menschen um deren einfaches Leben zu beneiden beginnt. Besonders als sie mit dem sympathischen und höflichen Verlobten Annas, einem Eisenbahningenieur, tanzt, beginnt Valli ihr bisheriges Leben zu hinterfragen. Es beginnt ein kleiner Augenflirt der beiden, doch als Alida erkennt, wie sehr dies Anna verunsichert oder womöglich sogar verletzt, schämt sich die Schauspielerin für ihr Verhalten, und sie beschließt, die Party sofort zu verlassen. Die Geschichte endet damit, dass Alida Valli weggefahren wird, während kleine Kinder ihrem Auto hinterherrennen und um ein Autogramm betteln.

### Dritte Episode. Ingrid Bergman

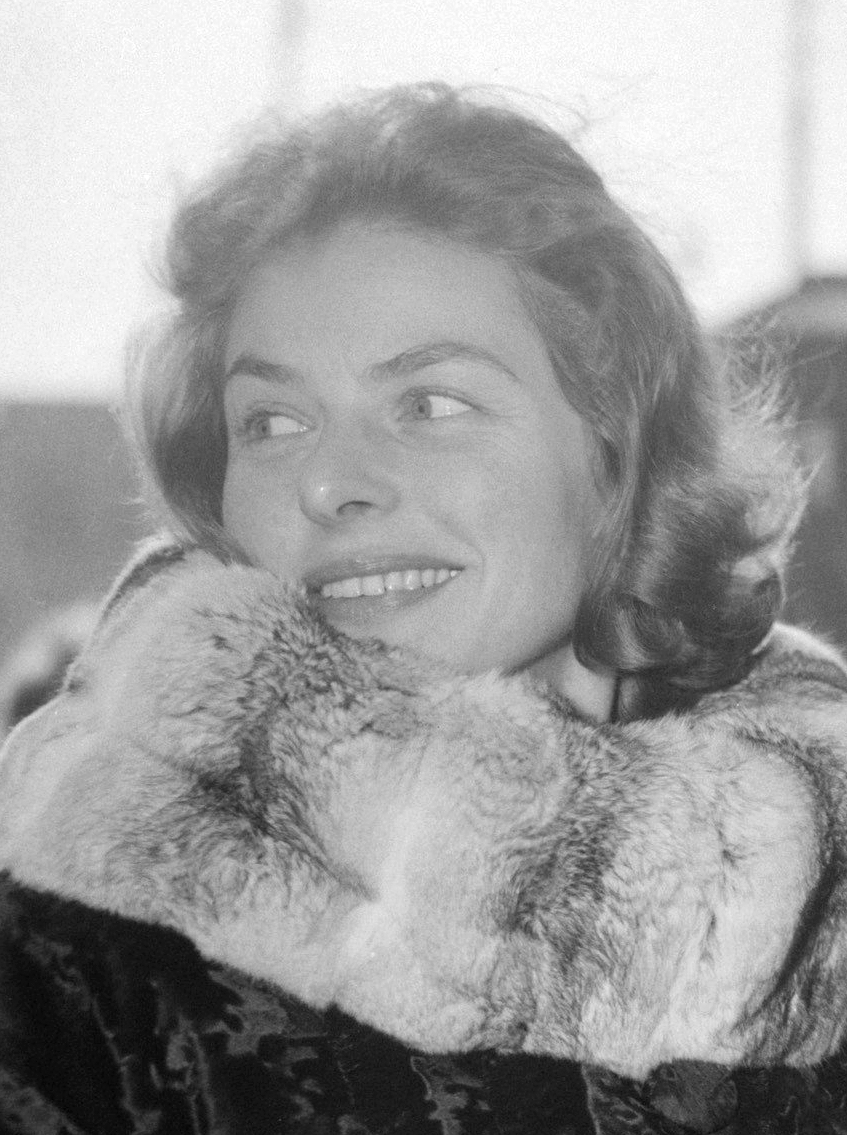
Star der 3. Episode: Ingrid Bergman

Ingrid Bergman lebt in einem wunderschönen Haus vor den Toren Roms. Eines Tages bemerkt die Pflanzenliebhaberin, dass ihre Rosen zerstört wurden. Zuerst vermutet Bergman, dass ihre Hunde oder ihre Kinder dafür verantwortlich sind, doch dann bemerkt sie einen Hahn, der durch ihren Rosengarten stolziert. Das Tier gehört der einstigen Besitzerin dieses Anwesens, die, gemäß einer Absprache, noch einige Zeit nach dem Verkauf in ihrem nunmehr ehemaligen Besitz wohnen darf. Ingrid Bergman bittet die Frau, den Hahn von seinem destruktiven Treiben abzuhalten, doch die Besitzerin des Federviehs sieht sich außerstande, wirksame Maßnahmen zu ergreifen. Daher treibt der Hahn auch weiterhin sein Unwesen zwischen den Rosenstöcken. Um dem Dilemma ein Ende zu bereiten, schmiedet Bergman einen Plan. Sie fängt den Hahn ein und sperrt ihn vorerst in einem Vorratsschrank weg, bis ihr eine finale Lösung eingefallen ist. Die Tierbesitzerin hört jedoch das verzweifelte Gegacker, befreit das Federvieh und entschließt beleidigt, nicht mehr länger unter einem Dach mit Frau Bergman wohnen zu wollen.

### Vierte Episode. Isa Miranda
Isa Miranda war ein Filmstar der Mussolini-Ära, deren Stern in der Nachkriegszeit allmählich verblasst. Ihr ganzes Leben lang hat sie sich ihrer Arbeit vor der Kamera gewidmet, und die Erinnerungsstücke und Porträts von ihr zeugen in ihrem Haus von dieser großen Karriere. Dabei hat Miranda ihr eigenes Leben, etwa eine Familie zu gründen, vernachlässigt, was der kinderlos gebliebenen Leinwanddiva allmählich aufgeht. Als die Schauspielerin eines Tages vom Filmstudio nach Hause fährt, hört und sieht sie eine Explosion. Sie hält ihr Auto an und sieht einen Jungen, der sich einen Arm beim Spielen verletzt hat. Man hilft ihr, den Jungen ins Auto zu setzen, und Signora Miranda fährt diesen sofort zur Behandlung in ein Krankenhaus. Anschließend bringt Isa den Jungen in sein Heim zurück, wo sie mehrere andere unbeaufsichtigte Kinder bemerkt. Da deren Mutter offensichtlich abwesend ist, bringt die Schauspielerin den verletzten Jungen ins Bett und kümmert sich anschließend um die anderen Kinder. Sie bleibt solange, bis deren Mutter heimkehrt. Nachdem diese erfahren hat, was in ihrer Abwesenheit passierte, bedankt sie sich herzlich bei der aufmerksamen Schauspielerin. Diese Erfahrung lässt den Filmstar bedauern, keine eigenen Kinder zu haben. Isa Miranda fährt wieder zu sich nach Haus, in ein leeres Heim, in dem die Klingel des läutenden Telefons das einzige Geräusch ist.

### Fünfte Episode. Anna Magnani

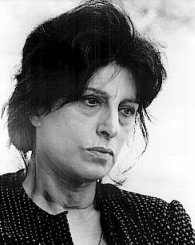
Star der 5. Episode: Anna Magnani

Anna Magnani ist mit dem Taxi gerade auf dem Weg zu einer Varietébühne in Rom, wo sie ein Lied zum Besten geben soll. Auf Höhe der Piazza di Siena bei der Villa Borghese bittet sie den Taxifahrer, sie abzusetzen. Es entbrennt zwischen den beiden ein Streit über den zu entrichtenden Fahrpreis, denn während Magnani ihren tierischen Begleiter als Schoßhund bezeichnet, sieht der Fuhrunternehmer das Tier als vierbeinige Begleitperson an, für die er einen (lächerlich geringen) Aufpreis von einer Lira verlangt. Die Schauspielerin holt daraufhin einen Straßenpolizisten zur Hilfe, was die Turbulenz noch steigert. Denn der Beamte muss feststellen, dass Magnani nicht die benötigte Lizenz besitzt und verlangt deshalb von ihr 14,50 Lire. Dazu ist die Künstlerin erwartungsgemäß noch weniger bereit und eskaliert die ganze Angelegenheit, indem sie sich zur Polizeiwache begibt, um vor Ort feststellen zu lassen, ob ihr Hund ein Schoßhund ist. Die beiden dortigen nächsthöheren Beamten betrachten das Tier und geben schließlich Anna Magnani recht. Der Taxifahrer nimmt widerwillig das Urteil hin und sagt, dass er in gutem Glauben gehandelt habe. Anschließend bringt er die Schauspielerin zu ihrem gewünschten Zielort und verlangt dafür 14,50 Lire plus eine Lira für den Hund. Zähneknirschend zahlt die Diva diesen Preis. Im Theater singt sie schließlich ihr Lied mit dem Titel Com’è bello fa’ l’amore quanno è sera („Wie schön es ist, Liebe am Abend zu machen“).

## Produktionsnotizen
Gedreht im Frühjahr 1953, hatte Siamo donne seine Weltpremiere am 27. Oktober 1953 in Mailand. Trotz der imposanten Präsenz weiblicher europäischer Filmstars gelangte der Film nie in die deutschen Kinos. Unter dem Titel Wir Frauen wurde dieser Omnibusfilm erstmals am 23. Mai 1993 vom ZDF im deutschen Fernsehen gezeigt.
Der Film wurde überwiegend mit Frauen besetzt, Männer – darunter der Journalist und Fernsehreporter Lello Bersani, der sich selbst darstellt – spielen nur sehr untergeordnete Rollen. Nicolò Ferrari, Nanni Loy und Francesco Maselli wirkten als Regieassistenten.

## Kritiken
Das Lexikon des Internationalen Films schrieb: „Der Charme des ungewöhnlichen Films liegt in der Verschiedenheit der Temperamente und Charaktere, die die Erzählungen zwischen Bekenntnis, Burleske und selbstironischem Geständnis ansiedeln.“
Auf der Website Italo Cinema heißt es: „Wir Frauen ist ein sehr sehenswerter Film, der mit der Idee spielt, reale und mitunter sehr persönliche Episoden aus dem Leben seiner vier Stars zu zeigen. Wie real diese Episoden tatsächlich sind, sei allerdings Filmhistorikern überlassen. Tatsache ist, dass keine der weiblichen Darstellerinnen in den Credits als tatsächliche Urheberin ‚ihrer‘ Geschichte genannt ist.“
Der Catalogo Bolaffi nannte den Film ein „Experiment des zavattinischen Realismus“ und lobte vor allem die letzte, von Visconti inszenierte Magnani-Episode, die „in eine Anthologie der Filmkunst aufgenommen“ werden könne.